# Вольная Беларусь
Вольная Беларусь (Вільна Білорусь) — білоруська громадсько-політична, економічна та літературна газета національно-демократичного спрямування, яка виходила в Мінську з 10 червня 1917 року до листопаду 1918.
Головним редактором був Я.Льосік, видавець — Білоруський національний комітет, з липня 1917 р. — Товариство білоруської культури. У 1917 р. виходила 2 рази на тиждень, у 1918 р. — щотижня.
У 1917 р. підтримувала ідеі Білоруської соціалістичної громади, виступала за федералізм з Росією, після проголошення БНР — виступала за незалежність.
В газеті вперше були опубліковані твори творців білоруської літератури: «Залёты» і «Пінская шляхта» Дуніна-Мартинкевича в перекладі з «пінчуцької говірки», «Пагоня» Максима Богдановича, «Сымон-музыка» і «Новая зямля» Якуба Коласа
Виходила до захоплення Мінську росіянами в листопаді 1918 р. За спогадами Льосіка вони повнистю винесли з редакції всі матеріали і в тому числі рукописи білоруських письменників, що були в єдиному екземплярі і все це зникло без сліду.